# Software-on-Demand
Software-on-Demand (deutsch „Software auf Nachfrage“, Abruf-Software) ist ein Service, bei dem der Kunde eine bestimmte Software bei dem Anbieter betreiben lässt, der diese auch je nach Anfrage (on-Demand) skaliert. Dieses erlaubt flexible Lizenzierungsformen, bei dem nach Datenvolumen, Anzahl der Benutzer oder ähnlichem abgerechnet werden kann.
Im Gegensatz zur hausinternen Softwarelösung mit üblichem Kaufvertrag wird Software-on-Demand nicht beim Anwender, sondern auf den Servern des Softwareanbieters, des Application Service Provider betrieben. Der Anwender greift meist über ein öffentliches Rechnernetz darauf zu.
Dies ermöglicht dem Anwender einer solchen Anwendung den weltweiten Zugriff auf seine meist browsergestützte Softwarelösung (es wird nur ein Webbrowser und Internetzugang für die Benutzung der Software benötigt).
On-Demand-Lösungen richten sich vornehmlich an kleine und mittlere Unternehmen, die mit niedrigen Einführungs- und Betriebskosten zu tun haben, denn es entstehen keine hohen Kaufinvestitionen bei Lizenzierung der Software und Hardware (Server), da diese beim Anbieter (Hoster) stehen. Darüber hinaus ist der Service im Allgemeinen (Aktualisierungen, Hotline) im Mietpreis inbegriffen.
Ein weiterer Vorteil ist die zeitnahe Implementierung in den laufenden Betrieb, da oftmals keine speziellen Anpassungen an der bestehenden IT-Infrastruktur vorgenommen wird.
Der CRM-Softwareanbieter Salesforce.com war Pionier bei dieser neuen Bereitstellungsform der Software. Was als Nischenmarkt begonnen hat, ist jetzt auch Thema vieler Softwarehersteller.